# Schienenverkehr in Oman
Schienenverkehr in Oman besteht – bis auf ein touristisches Angebot – nicht. Es gab dazu ein Projekt, ein weiteres wird derzeit (2023) verfolgt.

## Geschichte

### Erstes Projekt
2014 wurde ein staatliches Eisenbahnunternehmen gegründet, um Eisenbahnverkehr vorzubereiten, die Oman Rail Company SAOC („Oman Rail“). Ziel war ein Eisenbahnnetz von 2.135 km Länge, das für 220 km/h im Personen- und 120 km/h im Güterverkehr ausgelegt werden sollte. Um erste Abschnitte des Vorhabens umzusetzen, wurden im Mai 2015 eine Reihe von Ausschreibungen veröffentlicht. Im Mai 2016 wurde vom omanischen Transportministerium bekanntgegeben, dass das Projekt auf Eis gelegt werde. Aufgrund der damals niedrigen Staatseinnahmen, zurückzuführen auf den niedrigen Erdölpreis, konnte Oman dieses große Projekt nicht finanzieren.

### Zweites Projekt
Dazu wurde Oman-Etihad Rail gegründet, die eine 303 km lange, grenzüberschreitende Strecke mit Anschluss an das entstehende Eisenbahnnetz der Vereinigten Arabischen Emirate (VAR) bauen soll. An der Jahreswende 2022/2023 schloss Oman-Etihad Rail ein Abkommen mit einem Geldgeber aus Abu Dhabi. Die Strecke soll von Al Ain (VAR) nach Suhar (Oman) führen. Die Strecke soll für 120 km/h schnelle Güterzüge ausgelegt werden und im Personenverkehr mit 200 km/h befahrbar sein. Wirtschaftliches Rückgrat des Projekts ist jedoch die Abfuhr von Eisenerz. Ein Anschluss der 230 km weiter gelegenen Hauptstadt Maskat ist zunächst nicht vorgesehen. Der Bau soll durch die „Vereinigten Arabischen Emirate“ erfolgen, also wohl durch deren Staatsbahn, Etihad Rail.

## Touristenbahn Al-Huta
Weiter wurde in der Al-Huta-Höhle unter Beteiligung österreichischer Unternehmen eine Schmalspurbahn mit bosnischer Spurweite errichtet.